# Königreich Jaffna
Das Königreich Jaffna (Tamil.: யாழ்ப்பாண அரசு) existierte von 1215 bis 1619 n. Chr. im Norden und Osten des heutigen Sri Lanka. Die Hauptstadt war Nallur.

## Historischer Hintergrund
Die Ankunft der Portugiesen auf der Insel Sri Lanka im Jahr 1505 und die strategisch günstige Lage an der Palkstraße, die alle sri-lankische Königreiche mit Südindien verbindet, schuf politische Probleme, was die Unabhängigkeit der Reiche betrifft. Viele der Inselkönige schlossen schließlich Frieden mit dem portugiesischen Kolonialherren. 1617 setzte sich Cankili II, ein Thronfolger des Königreichs Jaffna, gegenüber der portugiesischen Kolonialmacht zur Wehr und wurde besiegt. Damit fand die Unabhängigkeit des Reichs 1619 ein Ende.

## Religion
Der Shivaismus in Sri Lanka hat seine Ursprünge in der Frühzeit der Besiedlung der Insel von Südindien aus. Während der Chola Periode in Sri Lanka um das 9. und 10. Jahrhundert wurde der Hinduismus zur offiziellen Religion des Inselreichs.
Als Staatsreligion genoss der Shivaismus während der Gründung des Königreichs alle Vorrechte. Die Aryacakravarti-Dynastie war sich ihrer Verantwortung und ihrer Pflichten als Schutzherren der Shivaismus bewusst, des betraf auch den Schutz des Tempels von Rameswaram, der den Hindus heilig ist.

## Architektur
In verschiedenen Zeiträumen gab es große kulturelle Einflüsse aus Südindien auf die Kunst und Architektur von Jaffna. Der Madurai-Stil war im gesamten Königreich dominant. Jedoch überlebten keine sakralen Bauten dieser Bauweise die Zerstörungen während der Zeit der portugiesischen Okkupation.

## Liste der Könige
- Kulingai (1215–1255)
- Chandrabhanu (1255–1262)
- Kulasekara (1262–1284)
- Kulotunga (1284–1292)
- Vickrama (1292–1302)
- Varodaya (1302–1325)
- Martanda (1325–1347)
- Gunabhooshana (1347–?)
- Virodaya (?–1380)
- Jeyaveera (1380–1410)
- Gunaveera (1410–1440)
- Kanakasooriya (1440–1450)
- Sapumal (1450–1467)
- Kanakasooriya (1467–1478)
- Pararasasegaram (1478–1519)
- Cankili I. (1519–1561)
- Puviraja Pandaram (1561–1665)
- Periyapillai (1565–1582)
- Puviraja II. (1582–1591)
- Ethirimana Cinkam (1591–1616)
- Cankili II. (1617–1619)

## Galerie

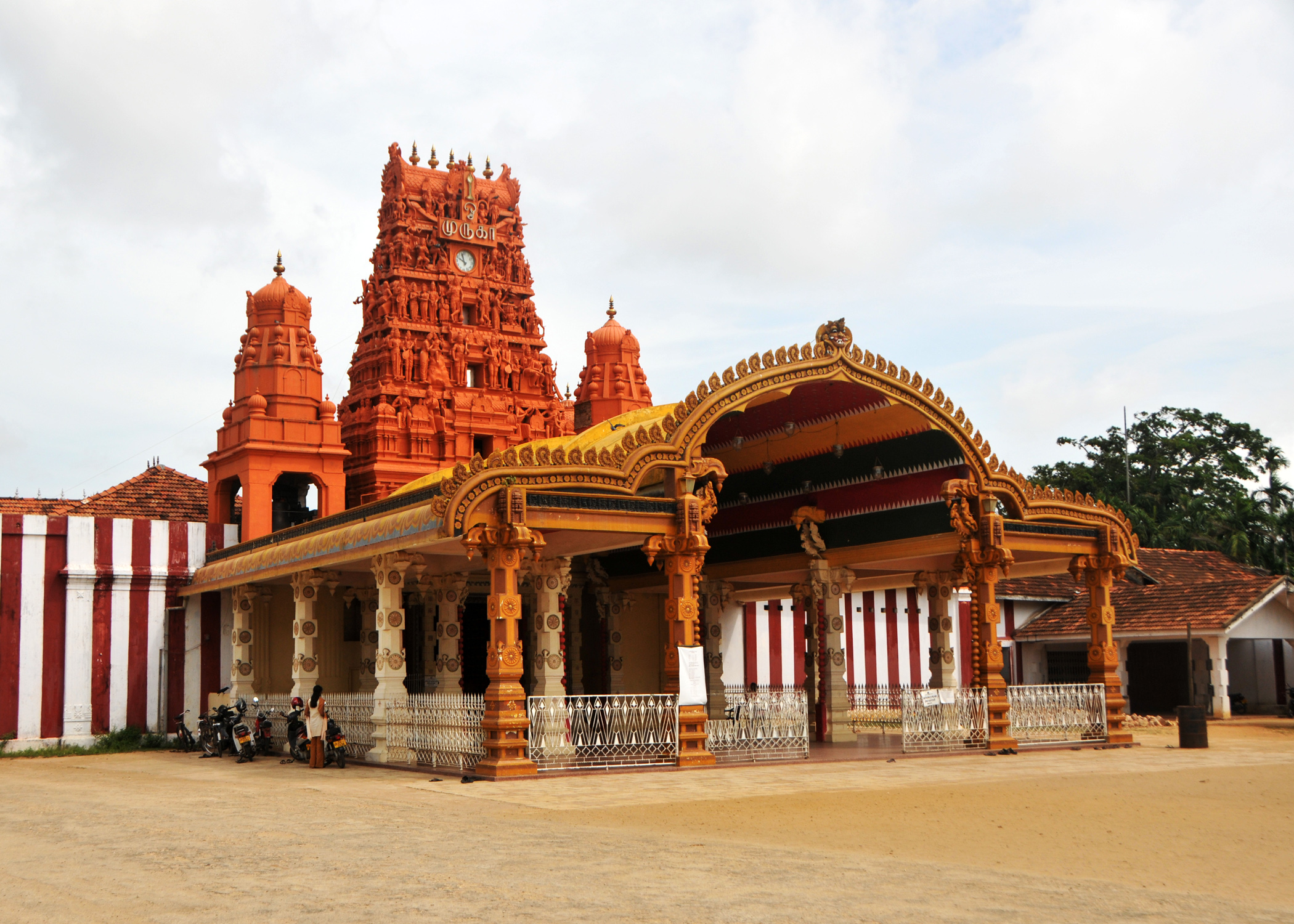
Nallur Kandasamy Tempel
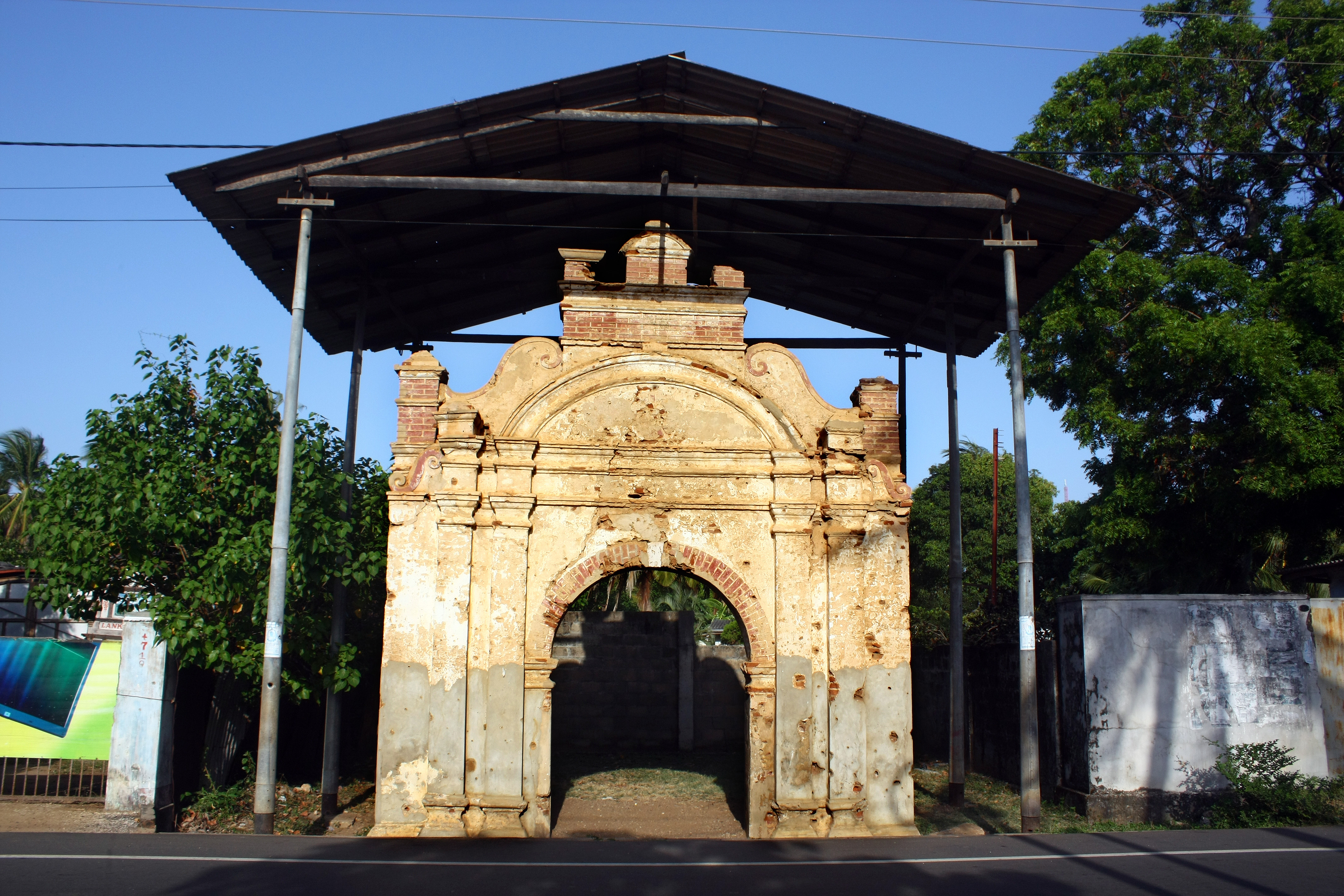
Cankilian Toppu – Die Fassade des Palasts von Cankili II.